# Kybos dlabolai
Kybos dlabolai är en insektsart som beskrevs av Irena Dworakowska 1973. Kybos dlabolai ingår i släktet Kybos och familjen dvärgstritar. Inga underarter finns listade i Catalogue of Life.